# The Gavin Crawford Show
The Gavin Crawford Show fue un sketch canadiense que salió al aire desde el 19 de junio de 2000 hasta el 1 de julio de 2003 en The Comedy Network.
El programa era protagonizado por Gavin Crawford, junto con un elenco. Duró tres temporadas y 26 episodios.
Después de seguir transmitido, Crawford y su personaje "Mark Jackson" se mudó a This Hour Has 22 Minutes en 2003.